# Bactrododema leopoldi
Bactrododema leopoldi är en insektsart som först beskrevs av Henri Schouteden 1916.  Bactrododema leopoldi ingår i släktet Bactrododema och familjen Diapheromeridae. Inga underarter finns listade.